# 崔銀姬
崔銀姬（韓語：최은희，1926年11月20日—2018年4月16日），號郷恩（향은），本名崔慶順，韓國電影演員。她是韓國第一個進軍好萊塢的女星，最廣為國際所知是1978年與丈夫先後在香港遭綁架到北韓，被強迫在北韓拍攝政治宣傳電影8年。

## 簡歷
1942年其16歲時首次登台，做話劇配角。二戰後因嫌棄自己名字不夠檔次，改借用流行小說女主角名字，易名銀姬。
1944年與電影導演金學成結婚。
1950年韓戰爆發，夫妻失散。
1953年崔銀姬與同國著名導演申相玉結婚，長子申正均亦為電影導演。兩人於1976年離婚。
1966年6月3日，她來台參加高雄韓國學校的新校舍落成典禮。
1978年1月，出於北韓領導人金日成兒子金正日的下令，崔銀姬在英屬香港淺水灣被特務非法绑架，利用商船運至北韓。同年7月，前夫申相玉也被綁至北韓。
金正日强迫二人為北韓成立電影廠，拍攝過以宣傳和讚頌領袖為主的20多部電影，其中包括參加過第14屆莫斯科影展的電影《不歸的密使》，為北韓进行宣传。
落難的兩人於1983年在北韓復合再婚。崔銀姬曾偷用錄音機錄下與金正日的對話，揭露金正日對電影狂熱的一面。
1986年3月，夫婦二人终于利用出席柏林影展的機會，前往美國駐奧地利大使館尋求政治庇護，其後在美國長住10年，至1999年回韓。
2006年4月，申相玉離世。
2011年12月金正日離世的消息公佈后，崔银姬对此表达哀悼，并表示被綁到北韓期間，金正日给予她和丈夫很多帮助和鼓励，后来从北韓逃出后，被北韓称为 "叛徒"，而崔银姬與金正日再也没有任何联系。
2015年，她的英文自传（与申相玉）《A Kim Jong-Il Production: The Extraordinary True Story of a Kidnapped Filmmaker》出版。
2018年4月16日，崔銀姬長子申正均證實，母親因慢性疾病在醫院接受血液透析檢查時離世，享耆壽91歲。靈堂設在首爾聖母醫院殯儀館12號室，19日上午出殯，安葬於京畿道安城天主教公園墓地。

## 家庭
崔本人沒生育，有養子兩子兩女，包括導演申正均。

## 演出作品

### 電影
- 1947年：《新的盟誓》
- 1948年：《晚上的太陽》
- 1949年：《心中的故鄉（朝鲜语：마음의 고향）》
- 1955年：《年輕人們（朝鲜语：젊은 그들 (영화)）》
- 1957年：《無影塔》
- 1958年：《自由結婚》
- 1958年：《地獄花》
- 1958年：《女大學生的告白（朝鲜语：어느 여대생의 고백 (1958년 영화)）》
- 1959年：《獨立協會的青年李承晩（朝鲜语：독립협회와 청년 이승만）》
- 1960年：《為了這樣的生活（朝鲜语：이 생명 다하도록）》
- 1961年：《房客和我的母親（朝鲜语：사랑방 손님과 어머니 (1961년 영화)）》
- 1964年：《紅巾特攻隊》
- 1964年：《黑色疤痕的藍調（朝鲜语：검은 상처의 부루스）》
- 1964年：《感謝平壤》
- 1965年：《清日戰爭中的女子閔妃（朝鲜语：청일전쟁과 여걸민비）》
- 1968年：《女子的一生（朝鲜语：여자의 일생 (1968년 영화)）》
- 1973年：《富家女兒》
- 1974年：《漢江》
- 1975年：《紅鞋》
- 1975年：《I Love Mama（朝鲜语：아이 러브 마마）》
- 1976年：《媽媽與兒子（朝鲜语：어머니와 아들）》
- 1983年：《一位不回信的快遞員》
- 1985年：《那時便值得去世（朝鲜语：그때 죽어도 좋았다）》
- 1985年：《鹽》
- 1990年：《真由美（英语：Mayumi (film)）》

### 電視劇
- 1974年：KBS《花開的八道江山》

### 話劇
- 1942年：《青春劇場》

## 得獎
- 1959年：第2屆釜日電影獎－最佳女主角獎
- 1962年：第1屆大鐘獎－最佳女主角獎
- 1962年：第5屆釜日電影獎－最佳女主角獎
- 1964年：第2屆青龍電影獎－人氣明星獎
- 1965年：第4屆大鐘獎－最佳女主角獎
- 1966年：第5屆大鐘獎－最佳女主角獎
- 1966年：第9屆釜日電影獎－最佳女主角獎
- 1984年：卡羅維瓦利國際電影獎－特別電影獎
- 1985年：第14屆莫斯科電影節－最佳女主角獎
- 2006年：第5屆大韓民國映畫大獎－功勞獎
- 2008年：第28屆韓國影畫評論家協會獎－功勞獎
- 2009年：第17屆春史電影獎－春史大獎
- 2010年：第47屆大鐘獎－功勞獎
- 2011年：第56屆大韓民國藝術院賞－話劇電影舞蹈部門
- 2014年：第5屆大韓民國大鐘文化藝術獎－保存文化獎章